# Slop

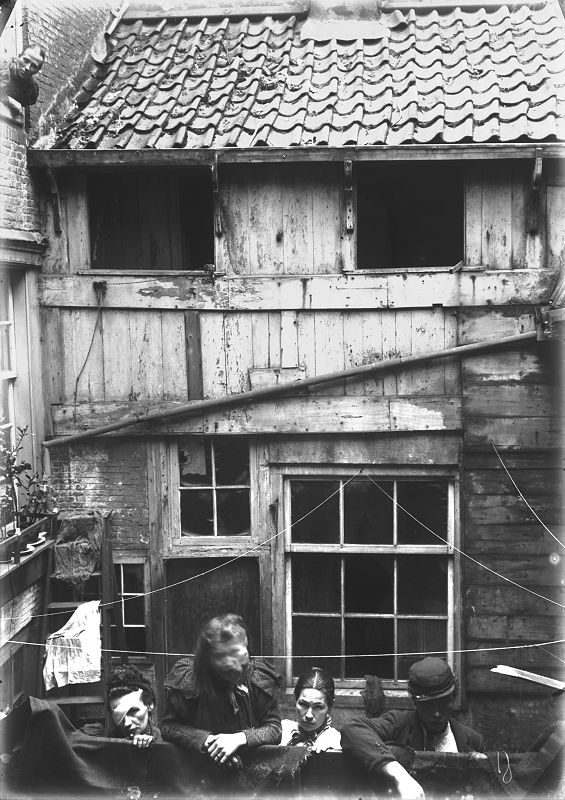
Slop in Amsterdam, 1900

Een slop was het doodlopende einde van een smalle steeg of gang waaraan een tot eenkamerwoningen verbouwd pakhuis, werkplaats of stal was gelegen. De mensen leefden er zeer dicht op elkaar in de soms wel 10 tot 12 woninkjes per slop.
In de Europese steden werden - vooral in de 19e eeuw ten tijde van de snelle en ongecontroleerde industrialisatie - grote aantallen van deze sloppen aangelegd achter de huizen die aan de doorgaande straten lagen. Deze onderkomens vormden dus letterlijk een achterbuurt. 

## Nederland
In Nederland was voor de bouw van 'kameren' op binnenplaatsen die niet zichtbaar waren van de openbare weg tot 1900 geen bouwvergunning nodig. In steden als Amsterdam, Rotterdam en Den Haag (Scheveningen) waren beruchte sloppenwijken ontstaan.
Na de negentiende eeuw kwam er meer aandacht voor slechte woonsituatie waarin velen verkeerden. In het boek Krotten en sloppen (1901), deed de socialist Louis M. Hermans verslag van zijn onderzoek naar de woonomstandigheden in de Amsterdamse Jodenbuurt en M.J. Brusse schreef in 1912 een journalistiek verslag getiteld Het rosse leven en sterven van de Zandstraat over de krottenwijk rond de Zandstraat te Rotterdam, maar ook in de dorpen kwamen sloppen voor.
De toegenomen aandacht voor de sociale omstandigheden van de onderklasse en de angst voor besmettelijke ziekten resulteerde uiteindelijk in het aannemen van de Woningwet 1901. In het vervolg  konden krotten door een gemeentebestuur onbewoonbaar worden verklaard. Het duurde in Nederland echter nog tot circa 1970 voordat alle slopwoningen verlaten waren.

## Elders
Sloppenwijken zijn in grote delen van de wereld een nog veel voorkomend verschijnsel. De gebrekkige woningen zijn meestal slechts via nauwe doorgangen bereikbaar. Deze zijn vaak niet breder dan 50 cm tot 1,5 meter.